# Los Ántrax
Los Ántrax son un brazo armado del Cártel de Sinaloa, teniendo como principal bastión la ciudad de Culiacán. El grupo estaba encabezado por los capos de la droga Jesús Peña (alias "El 20"), José Rodrigo Aréchiga Gamboa (alias "El Chino Ántrax"), René Velázquez Valenzuela (alias "El Sargento Phoenix") , Gael Calvario (alias "el flaco Ántrax"), entre otros, y son responsables de varios homicidios y de brindar servicios de seguridad armada a El Mayo Zambada. El grupo operaba principalmente en la ciudad de Culiacán, Sinaloa, donde sus miembros cometían homicidios y ataques contra civiles armados de células delictivas contrarias y a las fuerzas de seguridad del gobierno de sinaloa . Los Ántrax fueron la unidad ejecutora más grande y mortífera del Cartel de Sinaloa.

## Historia
Los Ántrax trabajaron como fuerza de seguridad del narcotraficante Ismael Zambada García, alias "El Mayo Zambada" quien líderó el Cártel de Sinaloa junto con Joaquín El Chapo Guzmán (ahora ambos tras las rejas). Se atribuyen varios homicidios a este grupo que fue dirigido por Rodrigo Arechiga Gamboa alías "El Chino Antrax" y su mano derecha hombre Jesús Peña ( El 20 ). Durante el año 2008, Los Ántrax tuvieron una importante participación en su guerra contra los Beltrán Leyva, dejando como consecuencia una gran ola de violencia en la región. Ejemplo de esto es la cifra de muertos en la ciudad de Culiacán, que registro 116 asesinatos, 24 de ellos policías. A nivel nacional, el país registró 493 muertes relacionadas con drogas ese mes, 64 de los cuales eran policías, marcando un record hasta ese momento.
Después de una serie de golpes por parte del gobierno federal, así como de otras organizaciones criminales, los Ántrax han sido debilitados, siendo Eliseo Imperial Castro, alias "Cheyo Ántrax", considerado el último líder de la organización, el cual esta enfrentado a la escisión "Los Chapitos".

### Origen del nombre
El nombre del grupo está inspirado en las esporas de la bacteria ántrax, aunque las autoridades del estado de Sinaloa por mucho tiempo no habían reconocido la existencia del grupo. Peña escapó de una prisión en Sinaloa el 16 de marzo de 2017 con otros cuatro sospechosos, incluido el presunto miembro de los Ántrax Rafael Guadalupe Félix Núñez (alias "Changuito Ántrax" ) y Juan José Esparragoza Monzón, hijo de Juan José Esparragoza Moreno.

### Enfrentamiento en Tubutama
Un feroz tiroteo entre miembros del Cártel de Sinaloa (con el respaldo de Los Ántrax) y el Cártel de los Beltrán Leyva (con el apoyo de Los Zetas) dejando como saldo alrededor de 30 muertos y seis heridos. en un camino de terracería en el municipio de Tubutama, Sonora el 1 de julio de 2010. Al principio se reportaron 21 muertos, pero al pasar los días fueron hallando más cuerpos en las zonas. Las bandas de narcotraficantes se enfrentaron a unas pocas millas al otro lado de la frontera internacional con el estado estadounidense de Arizona, un área conocida por ser una ruta de contrabando de narcóticos y tráfico de personas.
La mayoría de los abatidos eran originarios de los estados de Sonora, Sinaloa y Tamaulipas. Según las autoridades y fuerzas de seguridad este enfrentamiento es considerado uno de los peores incidentes dentro de la guerra contra el narcotráfico. Entre los fallecidos se encuentra Redel Castro alías "El Pocho Ántrax", líder de la estructura criminal.
Unos años después, a raíz del tiroteo, es instalada por las autoridades estatales, el Mando Único Policial en la Región del Gran Desierto y Río Altar, que abarca a siete municipios aledaños incluidos Tubutama.

### Acusaciones de tortura en el Ejército Mexicano
Los Ántrax ganó la atención pública el 1 de agosto de 2011, cuando un escuadrón del Ejército Mexicano, que patrullaba un barrio en el sur de Culiacán, vio tres vehículos con asaltantes armados. El encuentro provocó un masacre integrantes de Los Ántrax; también liberaron a tres víctimas de secuestro de una casa de seguridad de los enemigos, así quedaron  en la zona (una mujer; un hombre al que le mutilaron los dedos de los pies y las orejas; y una niña de 5 años). Si bien los informes preliminares indicaron que los tres hombres armados asesinados por el ejército (Jesús Humberto Corona Guillén, Franklin Olguín Velázquez y Pedro Valenzuela Meza) habían muerto por heridas de bala durante el tiroteo, los informes post mortem indicaron que los hombres armados habían sido golpeados y torturados por los soldados antes de ser asesinados, a pesar de que la versión oficial del hecho fue que "murieron en un tiroteo".

### Asesinato de Arce Rubio
El 1 de noviembre de 2011, durante un partido de fútbol sala en Culiacán, Sinaloa, un comando armado interrumpió el juego y mató a Francisco Arce Rubio, líder de Los Ántrax. Según reportes policiales, varios hombres armados portando AK-47 y pistolas interrumpieron el partido de fútbol en el estadio Deportivo Jimmy Ruiz y obligaron a todos los jugadores a acostarse boca abajo en la cancha alrededor de las 11:00 p.m. Una vez que habían subyugado a todos en el campo, los pistoleros ejecutaron a uno de los gerentes del equipo y luego mataron a Arce Rubio (de 30 años). Luego del doble homicidio, los pistoleros se fueron.
Según los informes, Arce Rubio fue asesinado por miembros rivales de Los Mazatlecos, una banda encabezada por Fausto Isidro Meza Flores, apodado "El Chapo" Isidro. Según los informes, Arce Rubio también fue responsable del asesinato de dos sobrinos de Amado y Vicente Carrillo Fuentes en Sinaloa. Según los informes, Meza Flores y su pandilla forman parte del Cártel de los Beltrán Leyva, que disputa los corredores de narcotráfico con el Cártel de Sinaloa en el oeste de México.
El fin de semana que mataron a Arce Rubio, el estado de Sinaloa experimentó al menos 20 homicidios posiblemente vinculados a la muerte del narcotraficante. En un incidente, pandilleros colgaron tres cuerpos de un puente en el pueblo de Guamúchil. En otro incidente en una cancha de voleibol en Culiacán, hombres armados no identificados mataron a 8 personas e hirieron a varias más. Varios otros cadáveres acribillados a balazos fueron encontrados en todo el estado ese mismo fin de semana.

## Arrestos y muertes importantes
El 1 de noviembre del 2011 es asesinado a tiros Francisco Arce Rubio alías "Pancho Arce" junto a otro sujeto, esto en la ciudad de Culiacán, Sinaloa.
El Chino Ántrax fue arrestado el 30 de diciembre del 2013 en Aeropuerto de Ámsterdam-Schiphol en Holanda a solicitud de Estados Unidos, que se puso en contacto con Interpol para arrestarlo por cargos relacionados con el narcotráfico. "El Chino Ántrax" presumía frecuentemente sus viajes y objetos de lujo en redes sociales como Instagram, gracias a esto se rastreo su cuenta de Instagram y permitió a las autoridades estadounidenses coordinarse con las fuerzas de seguridad holandesas y lograr su captura. El 20 de febrero de 2014, las autoridades mexicanas arrestaron a Jesús Peña (alias "El 20"), en Culiacán luego de un operativo masivo realizado para capturar a "El Mayo" Zambada. El 23 de mayo de 2014, Melesio Beltrán Medina (alias "El Mele") fue asesinado en el barrio Morelos de Culiacán.
Tras la detención de Chino Ántrax, algunas fuentes británicas afirmaron que Claudia Ochoa Félix era la nueva líder del grupo. Esta información no fue confirmada oficialmente y ella ha negado su participación en el crimen organizado. Ochoa Félix fue encontrada muerta en su residencia privada de Culiacán el 14 de septiembre de 2019, debido a una aparente aspiración pulmonar provocada por una sobredosis de drogas. La noche anterior la habían visto yendo a casa con un hombre no identificado después de asistir a una fiesta en el centro de la ciudad. A la mañana siguiente, el hombre no identificado dio la alarma porque Félix no respondia sus llamadas, fue declarada muerta en el lugar.
El 3 de marzo de 2020, Chino Ántrax fue puesto en libertad y trasladado a arresto domiciliario. Sin embargo, el 9 de mayo, su oficina de libertad condicional lo informó como desaparecido. El 15 de mayo de 2020, El Chino Ántrax fue encontrado muerto dentro de una camioneta BMW, en un paraje a las afueras de Culiacán. Sinaloa, luego de ser asesinado junto a su hermana y cuñado.
El 30 de mayo de 2024, Elíseo Imperial Castro, alias “Cheyo Ántrax”, fue acribillado a las afueras de Culiacán, Sinaloa, Mientras conducía una camioneta Cheyenne color blanco en la carretera internacional Mexico 15. 
A pesar de la muerte del "Chino Ántrax" y “Cheyo Ántrax”, el grupo sigue activo, ahora bajo el mando de José Guadalupe Félix Núñez, alias "Changuito Ántrax", identificado como el jefe de plaza de los Ántrax en Colima. 